# Кобилка червононога
Кобилка червононога (Odontopodisma rubripes) — вид прямокрилих комах з родини саранових (Acrididae).

## Поширення
Вид поширений в Карпатах у центральній та північно-західній частині Румунії, на заході України та північно-східних районах Угорщини та Словаччини. Трапляється на висоті від 100 до 1300 м над рівнем моря в чагарниках на лісових галявинах і узліссях, а також на водно-болотних угіддях з домінуванням чагарників, де цей вид мешкає на Rubus spp. та інших високих кущах та травах.